# Mahamat Déby Itno
Mahmud ibn Idriss Déby Itno (em árabe: محمود بن إدريس ديبي إتنو Mahmūd ibn Idrīs Daybī Itnū) é o Presidente do Conselho Militar de Transição do Chade e filho do então ex-presidente Idriss Déby. Anteriormente, foi o segundo no comando das Forças Armadas Chadianas na Intervenção no Mali (em francês:  Forces Armées Tchadiennes d'Intervention au Mali, FATIM).

## Carreira militar
Mahmud Déby Itno matriculou-se pela primeira vez no grupo conjunto de escolas militares no Chade. Posteriormente, recebeu treinamento na França, na escola militar de Aix-en-Provence. Ao regressar foi inscrito na segunda promoção de semi-directo da Escola de Oficiais Interarmas e, posteriormente, foi nomeado para o ramo de serviço da Segurança das Instituições do Estado (SERS), como subcomandante do grupamento de infantaria. Sua primeira experiência de combate ocorreu em abril de 2006, quando os rebeldes atacaram a capital do Chade e mais tarde participou de um combate no leste do Chade junto com o general Abu Bakr al Said, então diretor da Gendarmaria, Mahmud recebeu o posto de major posteriormente. Ele liderou forças quando participou do comando das forças chadianas durante a Batalha de Am Dam, onde seu exército derrotou os rebeldes.
Após sua vitória, ele foi nomeado comandante dos esquadrões blindados e guarda-costas da SERS. Em janeiro de 2013, foi nomeado segundo em comando das forças especiais do Chade no Mali sob o comando do general Oumar Bikimo. Em 22 de fevereiro, ele liderou seu exército contra os rebeldes nas montanhas Adrar al-Ifoghas, no norte do Mali, levando à Batalha de al-Ifoghas. Eles eliminaram uma base rebelde considerada de "importância significativa", infligindo pesadas perdas aos rebeldes, mas também perdendo 26 homens no processo, incluindo Abdel Aziz Hassane Adam, comandante das forças especiais. Mahmud assumiu o comando total do FATIM e liderava operações contra rebeldes.

## Presidente do Conselho Militar
Após a morte de seu pai nas mãos da Frente pela Alternância e Concórdia no Chade (FACT) em 20 de abril de 2021, os militares disseram que o governo eleito e a Assembleia Nacional foram dissolvidos e que o Conselho Militar de Transição liderado por Mahamat liderará a nação por 18 meses. A oposição acusa de golpe de Estado.